# Wojna pozycyjna

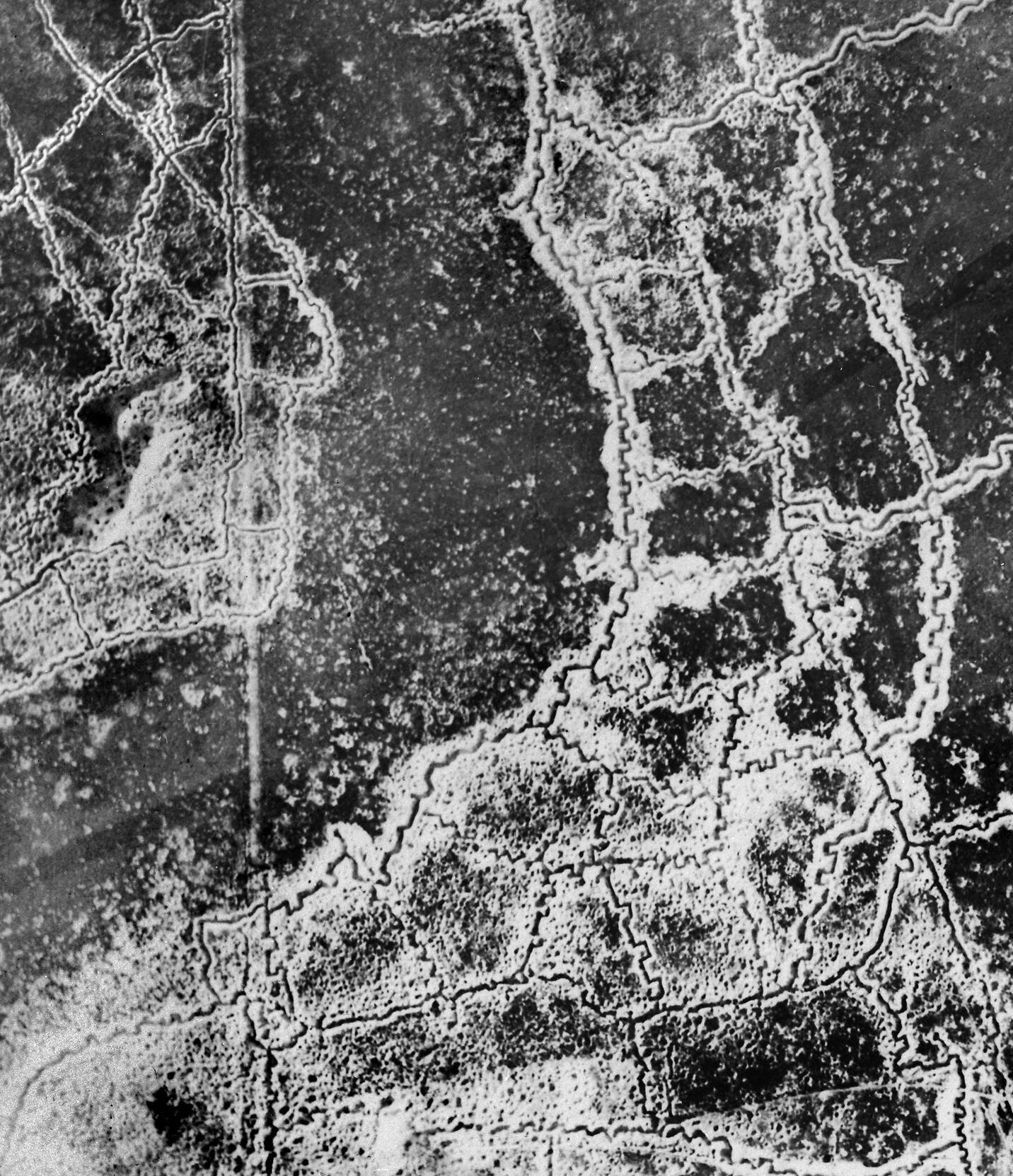
Wojna pozycyjna, widok lotniczy systemów okopów frontu zachodniego podczas I wojny światowej

Wojna pozycyjna – wojna, podczas której obie walczące strony zajmują silnie umocnione pozycje (okopy, zasieki). Między walczącymi stronami znajduje się tzw. ziemia niczyja, nad którą żadna ze stron nie ma kontroli. Wyparcie przeciwnika, a tym samym przesunięcie linii frontu, jest bardzo utrudnione. Wojna taka charakteryzuje się małą ruchliwością frontu, długotrwałymi walkami zaczepno-obronnymi oraz małym tempem działań zmierzających do przełamania obrony nieprzyjaciela. Wojna pozycyjna była charakterystyczna podczas I wojny światowej dla frontu zachodniego. W tej wojnie obie strony wierzyły, że przewaga liczebna pozwoli na odniesienie ostatecznego zwycięstwa, mimo zwiększonej siły obrony, wyposażonej w zmechanizowany sprzęt bojowy. Wojna ta przynosiła ogromne straty w ludziach (np. w bitwie pod Verdun).
W późniejszych czasach także dochodziło do wojny pozycyjnej, np. podczas walk o Madryt (1936-1939), oblężenia Leningradu (1941-1944), bitwy o Sewastopol (1941-1942), wojny koreańskiej (1950-1953) i wojny iracko-irańskiej (1980-1988).